# Templo de San Francisco Javier (Tepotzotlán)
El templo de San Francisco Javier forma parte del actual Museo Nacional del Virreinato y antiguo Colegio Jesuita de San Francisco Javier, ubicado en Tepotzotlán, Estado de México. Esta edificación se atribuye a los arquitectos Diego de la Sierra (c. 1656-c. 1709/11) y José Durán de Almendranejo  (1652-pos. 1694), salvo la fachada y la torre que son obra del arquitecto Ildefonso de Iniesta Bejarano y Durán, nieto del anterior.

## Descripción

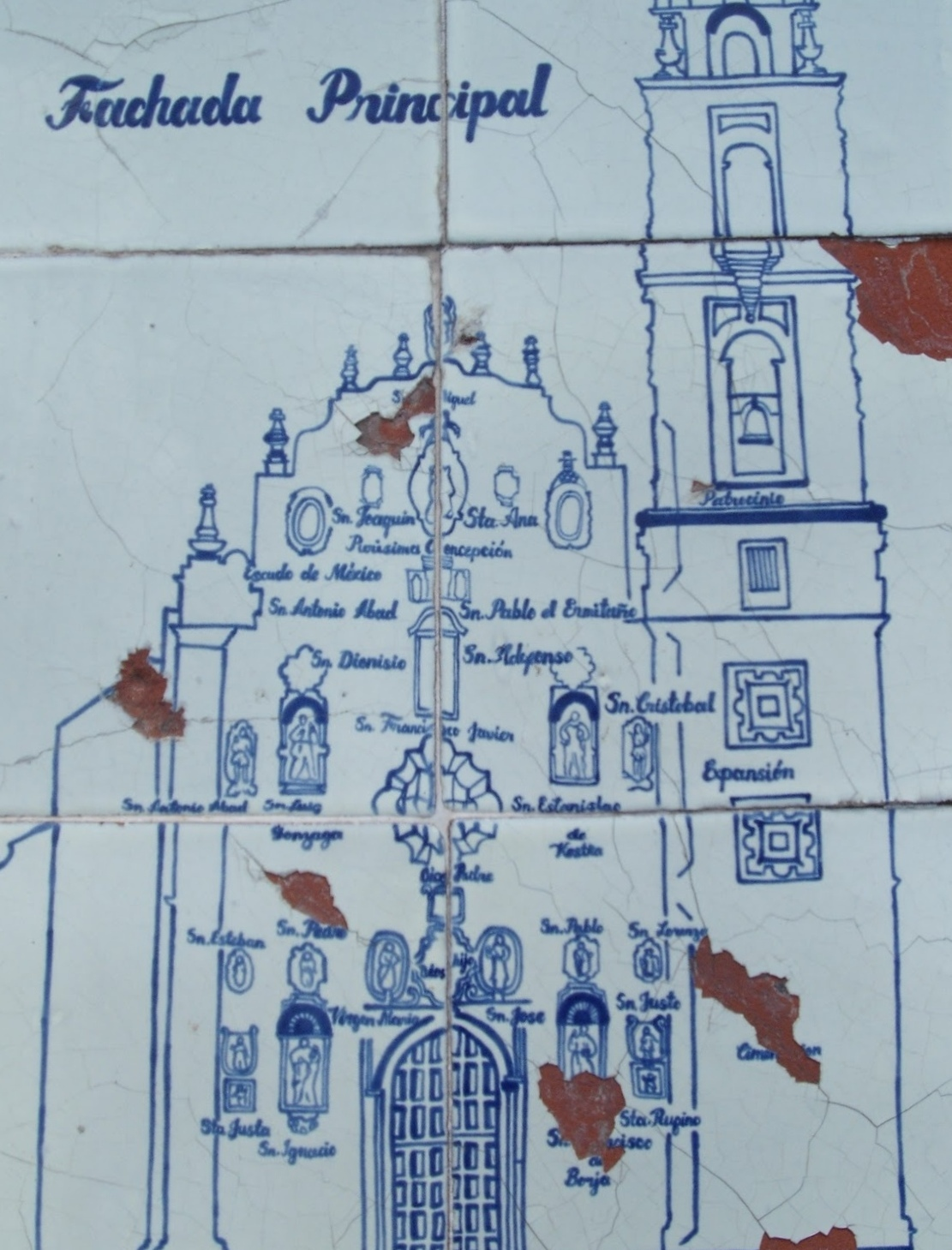
Cartela explicativa de las distintas figuras integrantes de la fachada

Ejemplo del barroco novohispano, la fachada principal consta de dos cuerpos y un remate, labrados en piedra de chiluca gris, en los que abundan las columnas estípites y dentro de una recargada iconografía ocupan un lugar preeminente varios santos de la orden de la Compañía de Jesús. 
En el cuerpo inferior de la fachada, en las hornacinas laterales, están representados San Ignacio de Loyola, escritor de los Ejercicios Espirituales y fundador de la orden jesuita, y San Francisco de Borja, impulsor de la llegada de los jesuitas a la Nueva España. Sobre la portada aparece la Sagrada Familia bajo la mirada de Dios Padre. En el cuerpo superior, en la hornacina central se presenta a San Francisco Javier, titular del templo y misionero célebre por su labor en Asia, acompañado en las hornacinas laterales por los jóvenes santos San Luis Gonzaga y San Estanislao de Kostka, referentes para los estudiantes y novicios. Finalmente, en el remate se distinguen a la Virgen María bajo la advocación de la Inmaculada Concepción y San Miguel Arcángel venciendo al demonio. 
El interior del templo está revestido con diez retablos tallados en madera de cedro blanco, dorados con hoja de oro y ricamente decorados con decenas de esculturas policromadas. Sus creadores, el escultor Higinio de Chávez y el pintor Miguel Cabrera, representaron a santos jesuitas junto a ángeles y devociones locales como la Virgen de Guadalupe o San José, santo patrón de la Nueva España. Este conjunto artístico, realizado a mediados del siglo XVIII, está considerado como una de las cumbres del estilo churrigueresco. 
Además de intervenir en el diseño y ejecución de los retablos, Miguel Cabrera completó la decoración de la iglesia con pinturas murales y varios cuadros, entre los cuáles destacan dos óleos sobre lienzo de grandes dimensiones: «Patrocinio de la Virgen a la Compañía de Jesús» y «Alegoría de la Preciosísima Sangre de Cristo», ubicados bajo el coro.
En una área anexa a la nave principal, que conserva suelos y zócalos recubiertos de cerámica de Talavera, se encuentran una réplica de la Casa de Loreto, un relicario con pinturas de José de Ibarra y el llamado camarín de la Virgen de Loreto con su cúpula coronada por cuatro ángeles.

## Historia
Su construcción se inició en 1670 gracias a un donativo de la familia Medina Picazo, ellos fueron los patronos de esta iglesia. Los Medina Picazo fueron cuatro: Francisco Antonio, un capitán de milicias y Tesorero de la Casa de Moneda. Doña Isabel, profesora del convento de Regina de Coeli. Pedro León, miembro de la Compañía de Jesús. Y Buenaventura que fue sacerdote secular. Una opulenta familia de criollos descendientes del doctor Pedro López, médico de Hernán Cortés en la expedición de las Hibueras. Y además de este templo, también los Hospitales de San Juan de Dios y San Lázaro y la antigua Basílica de Guadalupe recibieron el patronazgo de esta familia.
Después de que en 1767 el rey Carlos III de España expulsara a los jesuitas de todos sus dominios, el Colegio y el templo quedaron abandonados por algunos años, y hacia 1774 fueron cedidos al clero secular para convertirlos en un colegio de corrección y retiro voluntario, pero esto solo funcionó por unos años para después ser abandonados nuevamente. 
En 1859, con las Leyes de Reforma, el colegio fueron declarado propiedad del Estado, así como se hizo con otros conventos y seminarios del país que se ocuparon como cárcel; pero esto último, la población no lo permitiría. En 1870 la restituida provincia jesuita solicitó y obtuvo  la devolución del colegio y sus anexos, pero años más tarde el noviciado se trasladaría a la hacienda de San Simón en Michoacán y los jesuitas abandonarían definitivamente el complejo en 1914.
El templo continuó abierto al culto hasta el año 1958, con el comienzo de las restauraciones y adecuaciones para convertirlo en el Museo Nacional del Virreinato.
En 1933 el conjunto fue declarado Monumento Histórico Nacional y en 1964 quedó bajo la administración del Instituto Nacional de Antropología e Historia. 
El Antiguo Colegio de San Francisco Javier en Tepotzotlán fue uno de los más de 60 sitios individuales inscritos en 2010 como Patrimonio Cultural de la Humanidad por la UNESCO como parte del Camino Real de Tierra Adentro (n.º ref. 1351-038).

## Galería

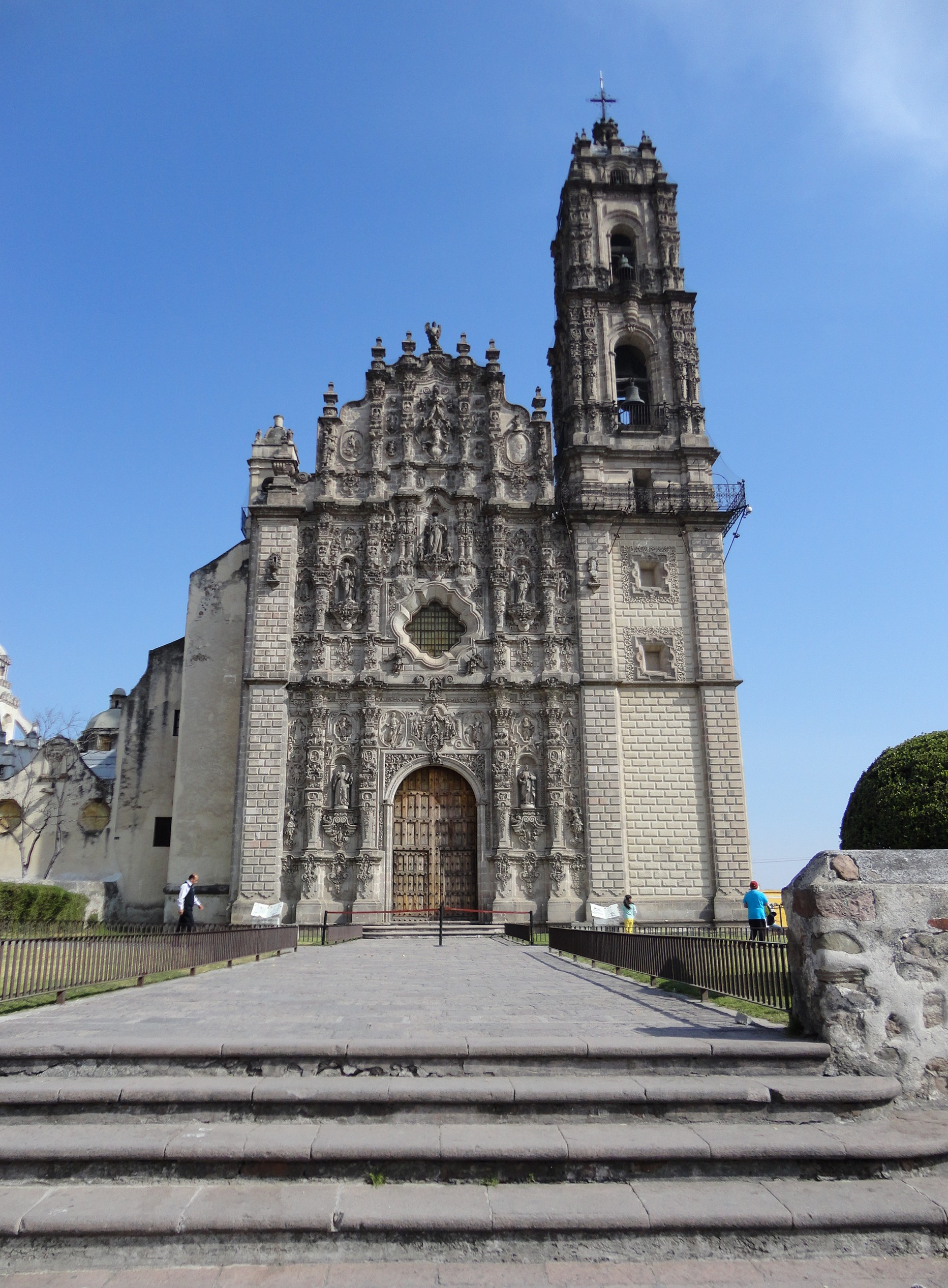
Vista exterior frontal del templo
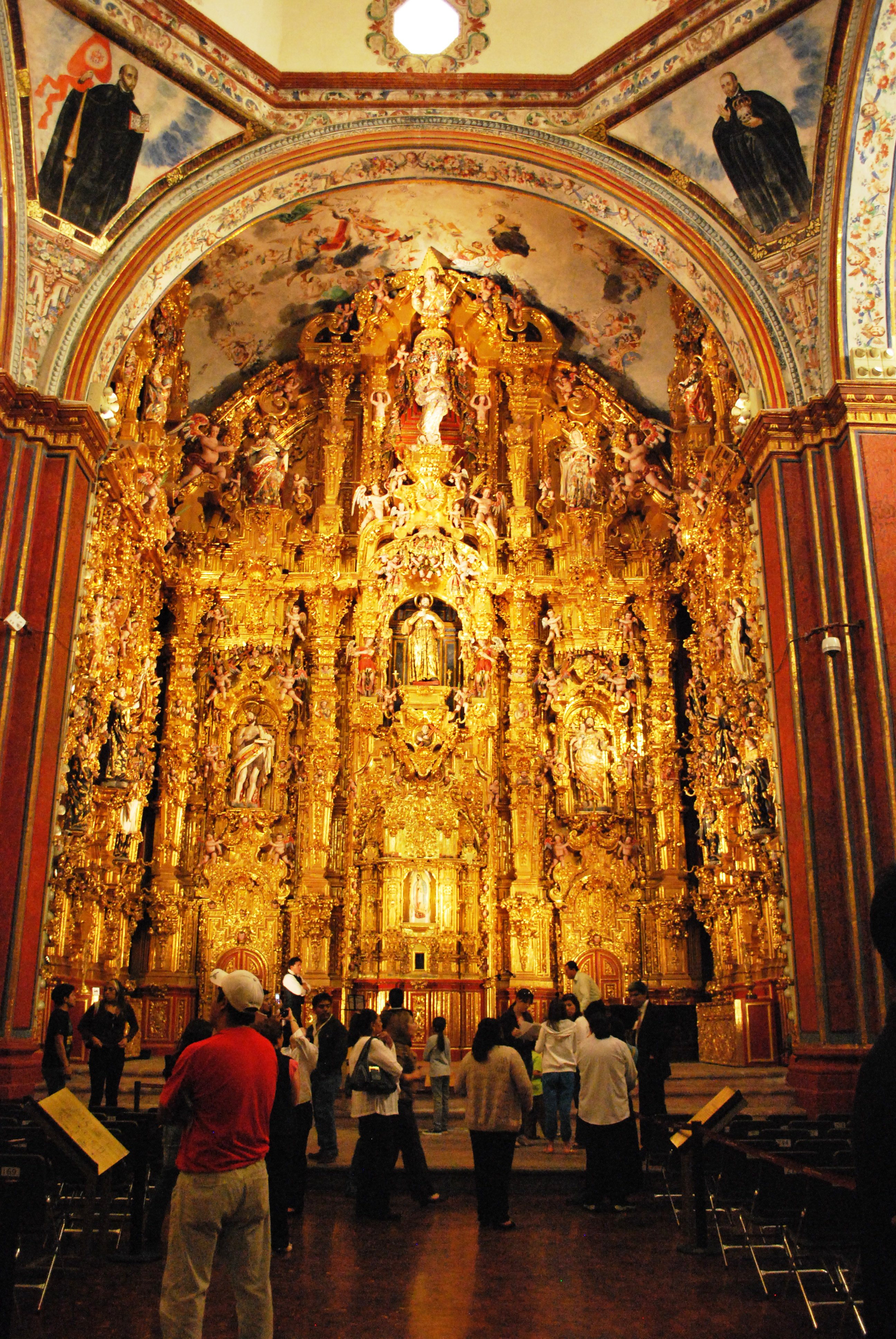
Retablo principal dedicado a San Francisco Javier
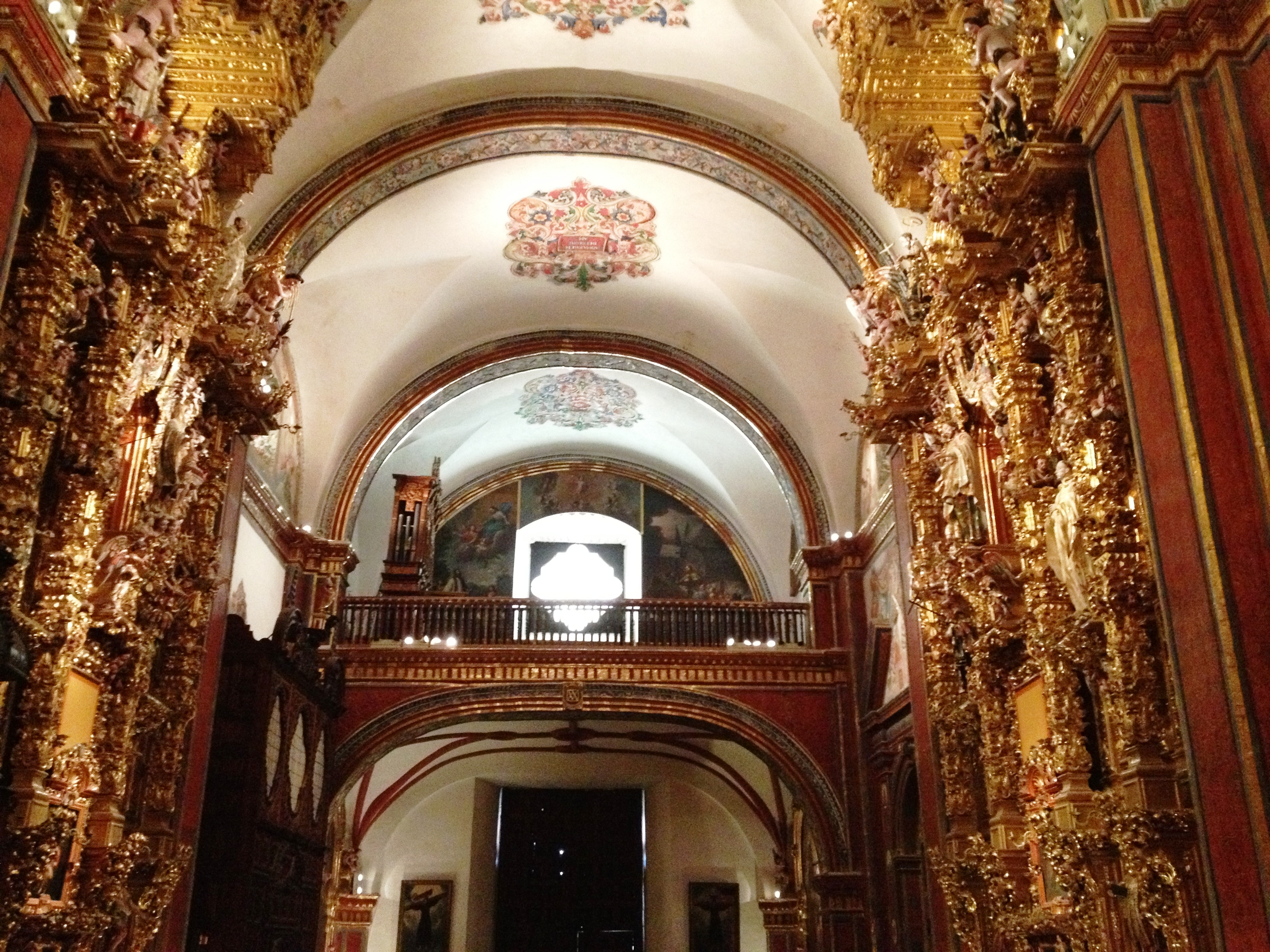
Detalle coro
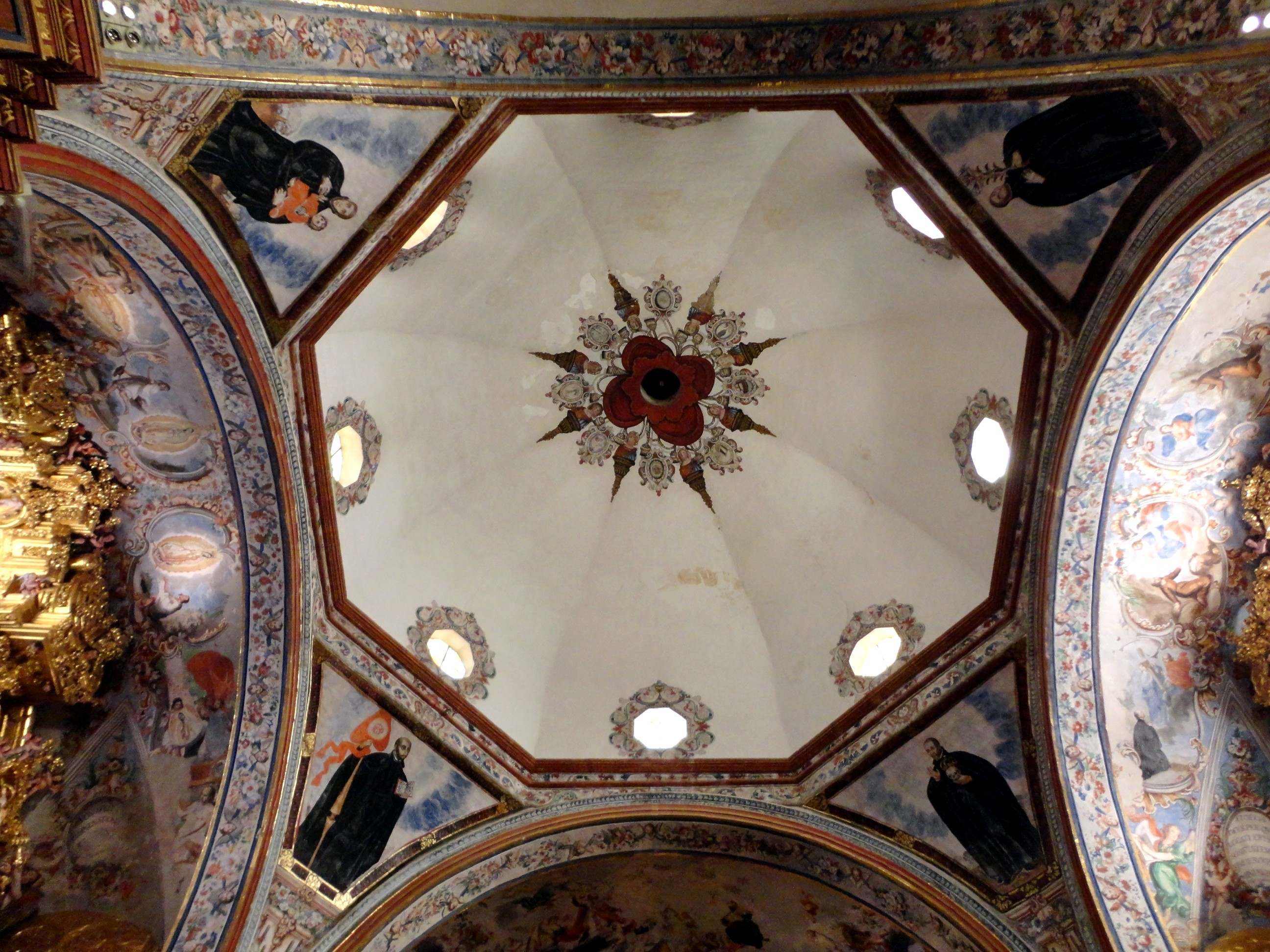
Cúpula del templo de San Francisco Javier
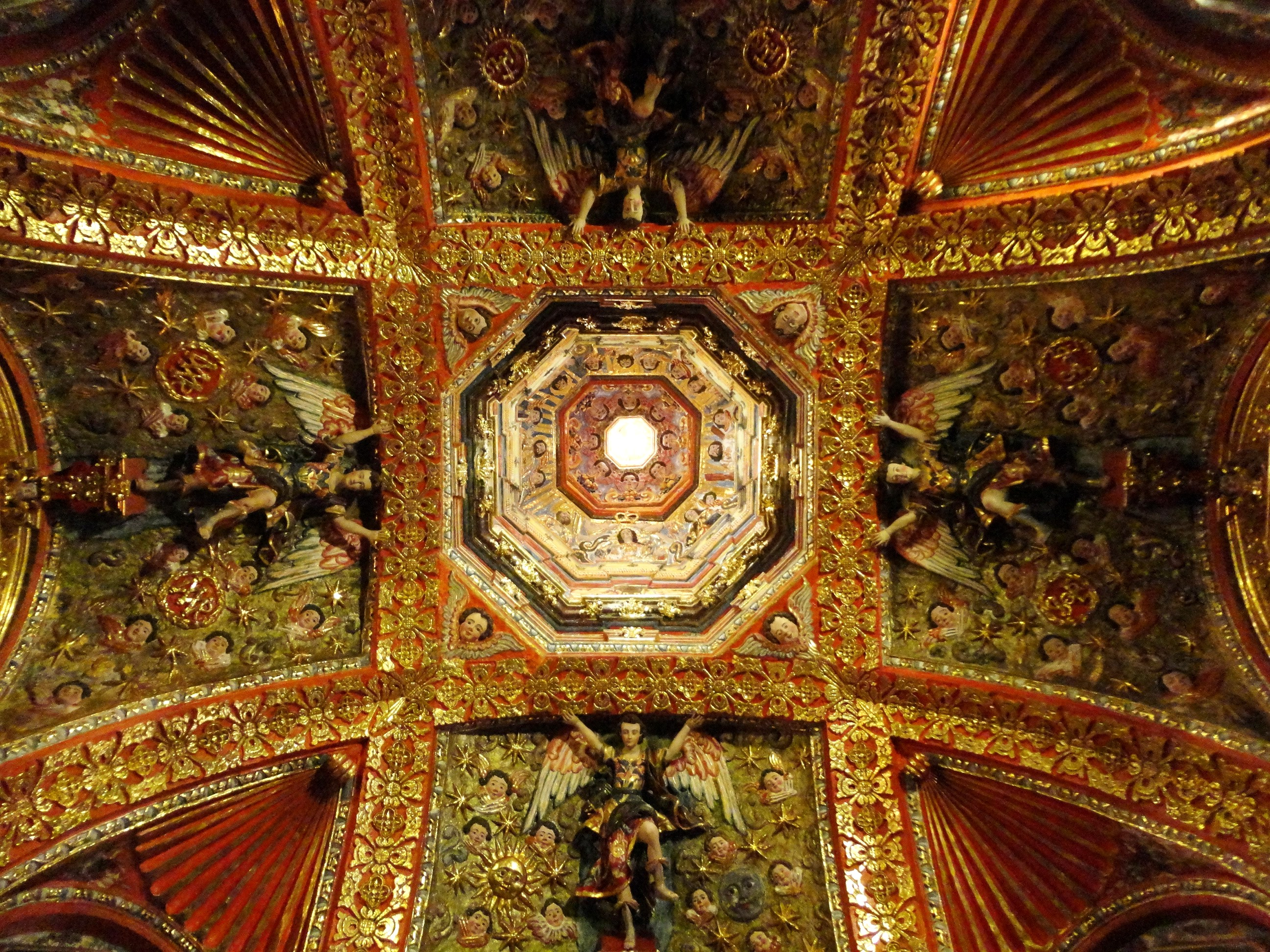
Cúpula interior del camarín de la Virgen de Loreto
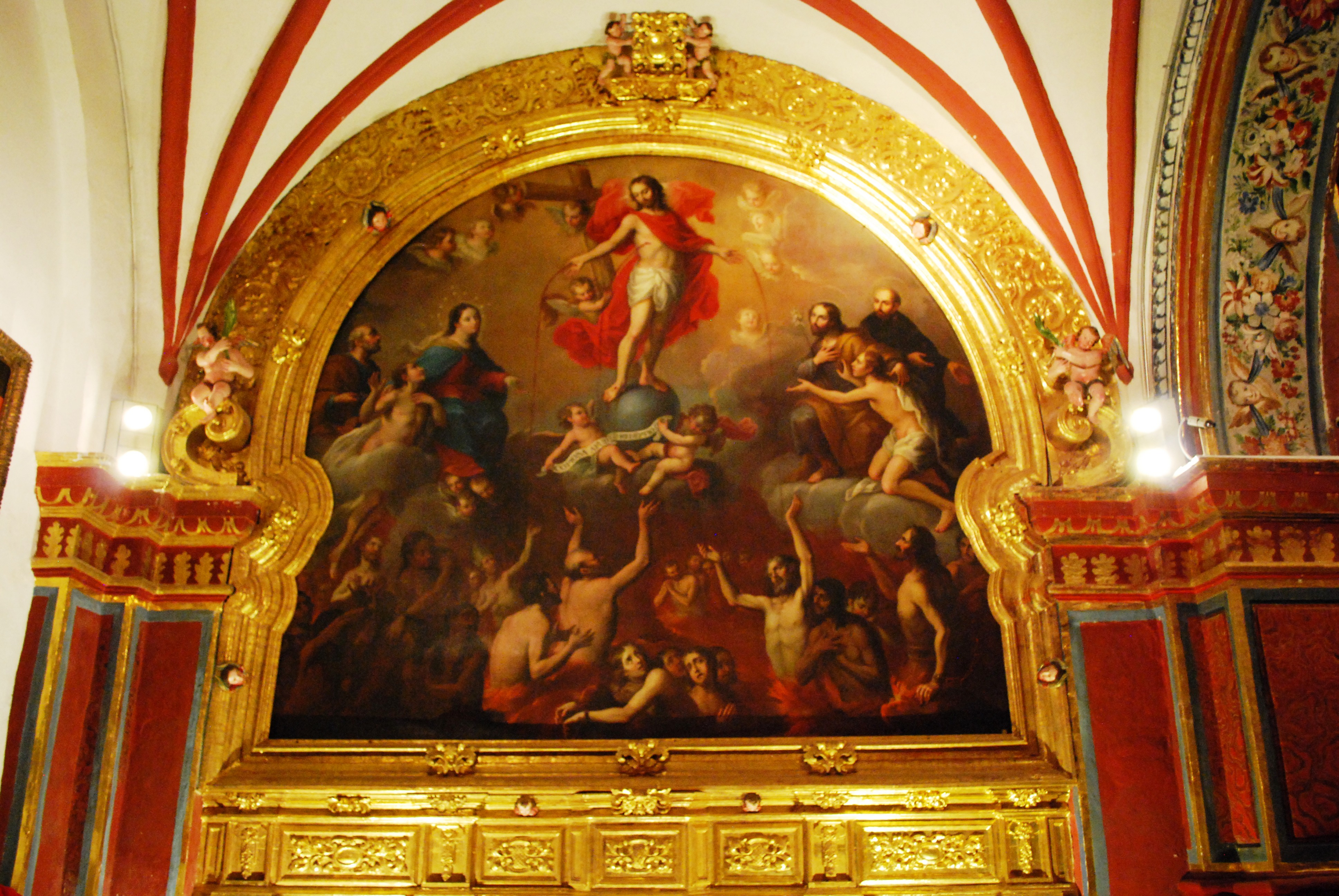
Alegoría de la Preciosísima Sangre de Cristo de Miguel Cabrera